# Longonjo
Longonjo – miasto w Angoli, w prowincji Huambo. W 2010 liczyło 5 390 mieszkańców.